# California (biljni rod)
California, monotipski biljni rod u porodici iglicovki, čija je jedina vrsta C. macrophylla nekada bila uključivana u rod Erodium, a 2002. godine smještena je u vlastiti rod California.
To je manja jednogodišnja biljčica raširena od Oregona, pa preko Kalifornije do Baje Californije. Stabljika naraste najviše do 5 cm. Listovi na dugim vitkim peteljkama su obrnuto srcoliki često s jasnim crvenim venama. Latice cvjetova uglavnom bijele, a mogu bitii crvene pa do ljubičaste.

## Sinonimi
- Erodium californicum Greene
- Erodium macrophyllum Hook. & Arn.
- Erodium macrophyllum var. californicum (Greene) Jeps.